# Сардонски смех
Сардонски смех, чије име потиче из грчког језика, је тзв. усиљени односно горки смех. Јавља се услед грчевитог развлачења лица. Назван је по отровној биљци из Сардиније (Sardonia herba), због чијег се горког укуса развлаче уста. Фигуративно, сардонски смех означава подругљив или пакостан смех.

## Види jош
- Пуни